# けやき平 (川崎市)
けやき平（けやきだいら）は、神奈川県川崎市宮前区の町名。丁番を持たない単独町名であり、住居表示実施済み区域。面積は0.178km²。

## 地理
宮前区のやや北寄りに、東西に細長く所在している。町域の大半は、民間の開発による「宮前平グリーンハイツ」という住宅団地が占めている。
けやき平は北端で平や神木本町と、南東端で神木や土橋と、北西端では東名高速道路を境に南平台と接している。これらの町域はすべて宮前区であり、けやき平は市境や区境には接していない。

## 歴史
当地の開発過程で行われた発掘調査により、弥生中期の遺跡である「平遺跡」や「南平遺跡」が発掘されている。中世には、1474年（文明6年）に神明社が創建されたと「新編武蔵風土記稿」が伝えているが、1914年（大正3年）には白幡八幡大神へ合祀された。
戦時中には当地を含めた一帯が陸軍に接収され、戦後に解放された後に宅地開発がなされていった。その過程で先述のような遺跡も発掘されたが、東名高速道路による騒音も問題となり、住民による反対運動が起きた。

### 地名の由来
地名の話し合いはグリーンハイツの自治会を中心に行われ、街路樹のケヤキ並木と、当地が旧「平」村であったことから名付けられた。

### 沿革
- 江戸時代 - 当地は平村の一部であった。
- 1889年（明治22年） - 平村など4村が合併して向丘村が成立。当地は向丘村大字平字東の一部となる[8]。
- 1938年（昭和13年） - 向丘村が川崎市に編入。川崎市大字平字東の一部となる。
- 1939年（昭和14年） - 当地が軍用地として接収される。
- 1951年（昭和26年） - 接収解除された軍用地が大字向ケ丘となる。当地は大字向ケ丘字南平の一部となる[8]。
- 1968年（昭和43年） - 東名高速道路の、東京 - 厚木間が開通。
- 1971年（昭和46年） - 宮前平グリーンハイツが建設される[10]。
- 1972年（昭和47年） - 川崎市が政令指定都市へ移行。高津区大字向ケ丘字南平の一部となる。
- 1982年（昭和57年） - 高津区から宮前区が分区。当地は宮前区大字向ケ丘字南平の一部となる。
- 1985年（昭和60年） - 住居表示の実施に伴い、向ケ丘字南平の一部からけやき平が新設される[11][12]。

## 世帯数と人口
2025年（令和7年）6月30日現在（川崎市発表）の世帯数と人口は以下の通りである。
| 町丁     | 世帯数    | 人口    |
| -------- | --------- | ------- |
| けやき平 | 1,506世帯 | 3,029人 |

### 人口の推移
けやき平の人口は、以下の表のように推移している。
| 年                 | 基準日  | 人口 | 人口基準 | 出典   |
| ------------------ | ------- | ---- | -------- | ------ |
| 1986年（昭和61年） | 4月1日  | 4044 | 推計人口 | [ 13 ] |
| 1987年（昭和62年） | 4月1日  | 3991 | 推計人口 | [ 13 ] |
| 1988年（昭和63年） | 10月1日 | 4084 | 推計人口 | [ 14 ] |
| 1989年（平成元年） | 10月1日 | 4119 | 推計人口 | [ 14 ] |
| 1990年（平成2年）  | 10月1日 | 4041 | 国勢調査 | [ 14 ] |
| 1991年（平成3年）  | 10月1日 | 3973 | 推計人口 | [ 14 ] |
| 1992年（平成4年）  | 10月1日 | 3948 | 推計人口 | [ 14 ] |
| 1993年（平成5年）  | 10月1日 | 3874 | 推計人口 | [ 15 ] |
| 1994年（平成6年）  | 10月1日 | 3837 | 推計人口 | [ 15 ] |
| 1995年（平成7年）  | 10月1日 | 3738 | 国勢調査 | [ 15 ] |
| 1996年（平成8年）  | 10月1日 | 3945 | 登録人口 | [ 15 ] |
| 1997年（平成9年）  | 10月1日 | 3892 | 登録人口 | [ 15 ] |
| 1998年（平成10年） | 10月1日 | 3844 | 登録人口 | [ 16 ] |
| 1999年（平成11年） | 10月1日 | 3751 | 登録人口 | [ 17 ] |
| 2000年（平成12年） | 10月1日 | 3796 | 登録人口 | [ 18 ] |
| 2001年（平成13年） | 10月1日 | 3824 | 登録人口 | [ 19 ] |
| 2002年（平成14年） | 10月1日 | 3827 | 登録人口 | [ 20 ] |
| 2003年（平成15年） | 10月1日 | 3794 | 登録人口 | [ 21 ] |
| 2004年（平成16年） | 10月1日 | 3694 | 登録人口 | [ 22 ] |
| 2005年（平成17年） | 9月30日 | 3657 | 登録人口 | [ 23 ] |
| 2006年（平成18年） | 9月30日 | 3538 | 登録人口 | [ 24 ] |
| 2007年（平成19年） | 9月30日 | 3525 | 登録人口 | [ 25 ] |
| 2008年（平成20年） | 9月30日 | 3494 | 登録人口 | [ 26 ] |
| 2009年（平成21年） | 9月30日 | 3519 | 登録人口 | [ 27 ] |
| 2010年（平成22年） | 9月30日 | 3470 | 登録人口 | [ 28 ] |

国勢調査による人口の推移。
| 年                 | 人口  |
| ------------------ | ----- |
| 1995年（平成7年）  | 3,738 |
| 2000年（平成12年） | 3,704 |
| 2005年（平成17年） | 3,587 |
| 2010年（平成22年） | 3,388 |
| 2015年（平成27年） | 3,170 |
| 2020年（令和2年）  | 3,108 |

### 世帯数の変遷
国勢調査による世帯数の推移。
| 年                 | 世帯数 |
| ------------------ | ------ |
| 1995年（平成7年）  | 1,238  |
| 2000年（平成12年） | 1,345  |
| 2005年（平成17年） | 1,406  |
| 2010年（平成22年） | 1,405  |
| 2015年（平成27年） | 1,351  |
| 2020年（令和2年）  | 1,437  |

## 学区
市立小・中学校に通う場合、学区は以下の通りとなる（2022年4月時点）。
| 番・番地等 | 小学校           | 中学校             |
| ---------- | ---------------- | ------------------ |
| 全域       | 川崎市立平小学校 | 川崎市立向丘中学校 |

## 事業所
2021年（令和3年）現在の経済センサス調査による事業所数と従業員数は以下の通りである。
| 町丁     | 事業所数 | 従業員数 |
| -------- | -------- | -------- |
| けやき平 | 23事業所 | 97人     |

### 事業者数の変遷
経済センサスによる事業所数の推移。
| 年                 | 事業者数 |
| ------------------ | -------- |
| 2016年（平成28年） | 23       |
| 2021年（令和3年）  | 23       |

### 従業員数の変遷
経済センサスによる従業員数の推移。
| 年                 | 従業員数 |
| ------------------ | -------- |
| 2016年（平成28年） | 110      |
| 2021年（令和3年）  | 97       |

## 交通

### 鉄道
武蔵野南線が当地の地下を通過しているが、同線は基本的に貨物線であり、また域内に同線を利用可能な駅設備は存在しない。

### 高速バス
路線の詳細については、東京料金所#停車路線を参照のこと。
当地に隣接する南平台に向ヶ丘バスストップがあり、各方面への高速バスが発着している。

### 路線バス
東急バス（高津営業所）が、鷺沼駅や宮崎台駅への路線を運行している（鷺11・鷺12系統）。同路線は元東急コーチ路線であり、2024年現在でも上下・時間帯によって運転経路が異なることや、フリー降車区間が設定されているなど、特徴的な運行形態となっている。

### 道路
- 東名高速道路 - 最寄りのICは東名川崎IC。

## その他

### 日本郵便
- 郵便番号 : 216-0023[3]（集配局 : 宮前郵便局[39]）

### 警察
町内の警察の管轄区域は以下の通りである。
| 番・番地等 | 警察署     | 交番・駐在所   |
| ---------- | ---------- | -------------- |
| 全域       | 宮前警察署 | 宮前平駅前交番 |